# Le Thuit-Anger
Le Thuit-Anger is een plaats en voormalige gemeente in het Franse departement Eure in de regio Normandië en telt 584 inwoners (1999). De plaats maakt deel uit van het arrondissement Bernay.

## Geschiedenis
Le Thuit-Anger is op 1 januari 2016 gefuseerd met de gemeenten Le Thuit-Signol en Le Thuit-Simer tot de gemeente Le Thuit de l'Oison. 

## Geografie
De oppervlakte van Le Thuit-Anger bedraagt 3,0 km², de bevolkingsdichtheid is 194,7 inwoners per km².
De onderstaande kaart toont de ligging van Le Thuit-Anger met de belangrijkste infrastructuur en aangrenzende gemeenten.

## Demografie
Onderstaande figuur toont het verloop van het inwonertal (bron: INSEE-tellingen).